# Vazba uhlík-dusík
Vazba uhlík-dusík (C-N) je kovalentní vazba mezi atomy uhlíku a dusíku; jedná se o jednu z nejčastějších vazeb v organické chemii a biochemii.
Dusík má pět valenčních elektronů a u jednoduchých aminů je trojvazný, přičemž dva elektrony nevyužité k tvorbě vazeb vytváří volný elektronový pár. Prostřednictvím tohoto páru může dusík vytvořit další vazbu s atomem vodíku, čímž se stane čtyřvazným a získá kladný náboj; vzniklá částice se nazývá amonný kation. Mnoho sloučenin dusíku má v důsledku této skutečnosti zásadité vlastnosti, zásaditost ovšem závisí na konfiguraci: dusíkové atomy v karboxamidech nejsou zásadité, protože je volný pár delokalizován na dvojné vazbě, u pyrrolů je příčinou to, že je volný pár součástí aromatického sextetu.
Podobně jako u vazeb uhlík-uhlík může být i mezi uhlíkem a dusíkem stabilní dvojná, jako u iminů, a trojná vazba, například u nitrilů. Délky vazeb C-N se pohybují od 147,9 pm u jednoduchých aminů po 147,5 pm u sloučenin typu C-N=, jako je nitromethan, 135,2 pm u částečně dvojných vazeb pyridinu a 115,8 pm u trojných vazeb v nitrilech.
Vazba C-N bond je silně polarizovaná směrem k dusíku (elektronegativita uhlíku je 2,55 a u dusíku 3,04) a tak mohou mít molekuly, které ji obsahují, vysoké dipólové momenty: kyanamid 4,27 D, diazomethan 1,5 D, methylazid 2,17 D a pyridin 2,19 D. Tato polarita způsobuje, že mnoho sloučenin s vazbami C-N se rozpouští ve vodě.

## Funkční skupiny obsahující dusík
| Skupina sloučenin | Řád vazby | Molekulový vzorec | Strukturní vzorex | Příklad     | Průměrná délka vazby C–N (pm)                          |
| ----------------- | --------- | ----------------- | ----------------- | ----------- | ------------------------------------------------------ |
| Aminy             | 1         | R2C-NH2           | Primární amin     | Methylamin  | 146,9 (neutrální amin) 149,9 (amonná sůl)              |
| Aziridiny         | 1         | CH2NHCH2          | Aziridin          | Mitomycin   | 147,2                                                  |
| Azidy             | 1         | R2C-N3            | Azid              | fenylazid   |                                                        |
| Aniliny           | 1         | Ph-NH2            | Anilin            | Anisidin    | 135,5 (sp2 N) 139,5 (sp3 N) 146,55 (amonná sůl)        |
| Pyrroly           | 1         |                   | amide             | Porfyrin    | 137,2                                                  |
| Amidy             | 1,2       | R-CO-NR2          | amid              | Acetamid    | 132,5 (primární) 133,4 (sekundární) 134,66 (terciární) |
| Pyridiny          | 1,5       | pyr               | pyridin           | Nikotinamid | 133,7                                                  |
| Iminy             | 2         | R2C=NR            | imin              | DBN         | 127,9 (C=N) 146,5 (C–N)                                |
| Nitrily           | 3         | R-CN              | Nitril            | Benzonitril | 113,6                                                  |
| Isonitrily        | 3         | R-NC              | isonitril         | TOSMIC      |                                                        |